# یوهن براسلاوتس
یوهن براسلاوتس (اوکراینی: Євген Анатолійович Браславець؛ زادهٔ ۱۱ سپتامبر ۱۹۷۲) قایقران قایق بادبانی اهل اوکراین بود.